# Tân Thiệu
Tân Thiệu (chữ Hán giản thể:新邵县, Hán Việt: Tân Thiệu huyện) là một huyện thuộc địa cấp thị Thiệu Dương, tỉnh Hồ Nam, Cộng hòa Nhân dân Trung Hoa. Huyện này có diện tích 1763 km2, dân số năm 2004 là 738.956 người, trong đó có 666.795 là dân số nông nghiệp. Huyện này có GDP năm 2004 là 2,88 tỷ nhân dân tệ. Huyện Tân Thiệu có mã số bưu chính 4229xxx, mã vùng điện thoại 0739. 

## Hành chính
Huyện lỵ Tân Thiệu đóng ở trấn Lương Khê. Tân Thiệu được chia ra thành 11 trấn và 4 hương.
- Trấn: Nương Khê, Thốn Thạch, Cự Khẩu Phố, Long Khê Phố, Nghiêm Đường, Bình Thượng, Trần Gia Phường, Tước Đường, Tân Điền Phố, Tiểu Đường và Đàm Khê.
- Hương: Đại Tân, Thái Chi Miếu, Nghinh Quang và Đàm Phủ